# Lorki
Lorki – wieś w Polsce położona w województwie warmińsko-mazurskim, w powiecie nowomiejskim, w gminie Grodziczno.
| SIMC    | Nazwa           | Rodzaj    |
| ------- | --------------- | --------- |
| 1044844 | Gruchacz        | część wsi |
| 1044850 | Iwanki          | część wsi |
| 1044867 | Janowo          | część wsi |
| 1045140 | Katarzynki      | część wsi |
| 1045186 | Kielerowo       | część wsi |
| 1044212 | Lorki Mortęskie | część wsi |
| 1044229 | Lorki-Młyn      | część wsi |
| 1044620 | Wólka           | część wsi |

W latach 1975–1998 miejscowość administracyjnie należała do województwa toruńskiego.